# Mariä Himmelfahrt (Biberachzell)

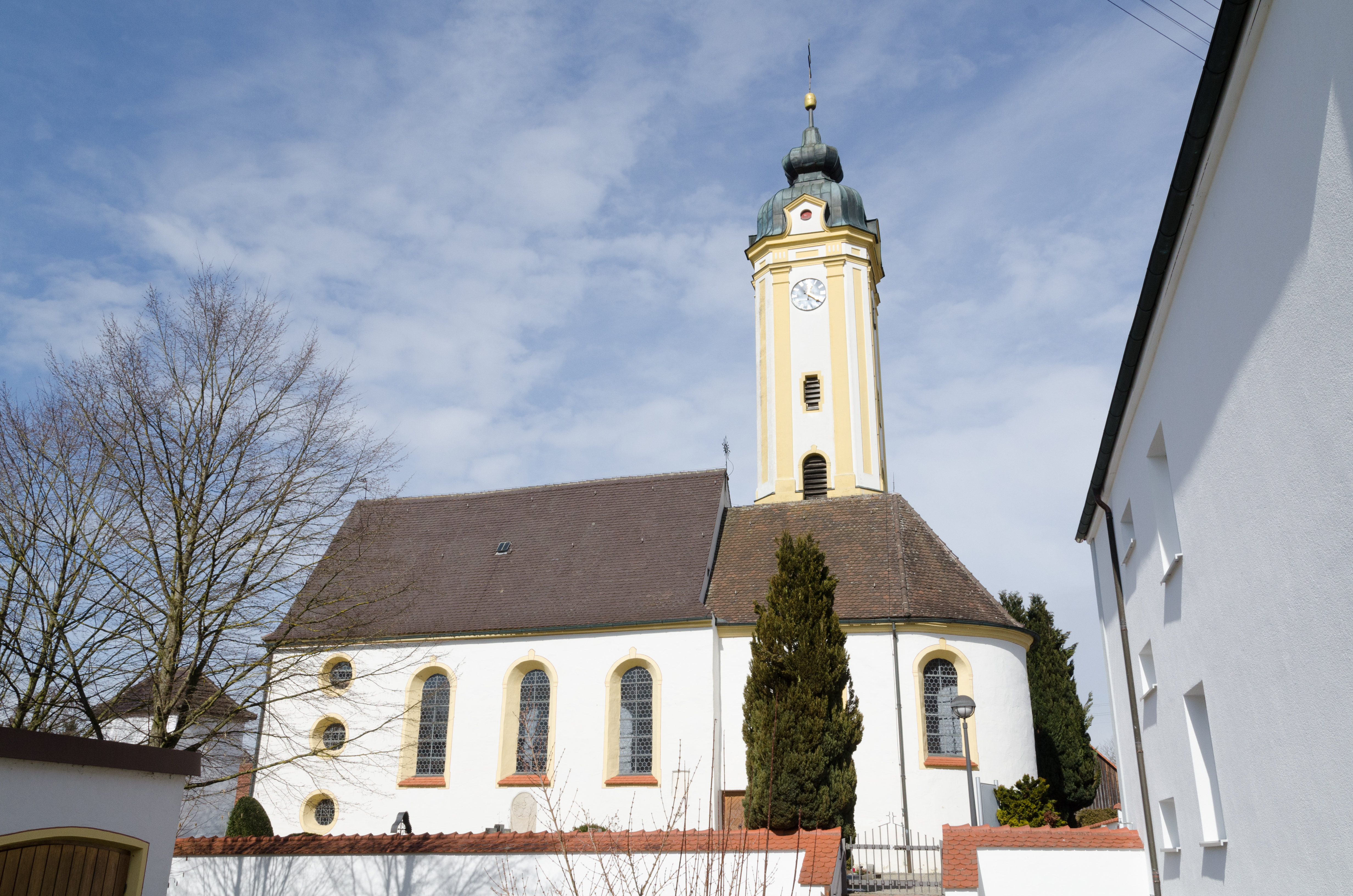
Mariä Himmelfahrt in Biberachzell

Die römisch-katholische Pfarrkirche Mariä Himmelfahrt steht in Biberachzell, einem Stadtteil von Weißenhorn im schwäbischen Landkreis Neu-Ulm in Bayern. Das Bauwerk ist in der Liste der Baudenkmäler in Weißenhorn als Baudenkmal unter der Nr. D-7-75-164-118 eingetragen. Die Pfarrei gehört zum Bistum Augsburg.

## Beschreibung
Die im dritten Viertel des 15. Jahrhunderts erbaute und im 18. Jahrhundert umgebaute Saalkirche wurde auf den Grundmauern des Vorgängerbaus errichtet. Sie besteht aus einem Langhaus, einem eingezogenen, halbrund geschlossenen Chor im Osten und einem nach einem Entwurf von Joseph Dossenberger 1785 angebauten Chorflankenturm an der Nordwand des Chors, der 1931 wegen Baufälligkeit abgetragen und 1936 nach Plänen von Franz Xaver Huf wiedererrichtet wurde. Sein oberstes Geschoss mit abgeschrägten Ecken, die von Pilastern flankiert werden, beherbergt die Turmuhr. Darauf sitze eine zweifach gestaffelte Zwiebelhaube. 
Zur Kirchenausstattung gehört ein 1737 gebauter Hochaltar, auf dessen Altarretabel die Kreuzigung Christi dargestellt ist. Die Seitenaltäre stammen aus dem Umkreis von Ferdinand Luidl. Am Korb der um 1730 gebauten Kanzel sind die Evangelistensymbole dargestellt. Auf dem Schalldeckel ist die Verklärung Christi zu sehen. 